# William Henry Bartlett

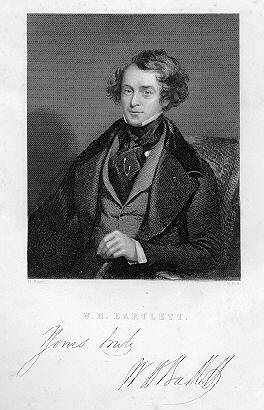
Porträt von William Henry Bartlett auf dem Umschlage eines Bildbandes 1936

William Henry Bartlett (* 26. März 1809 in London; † 13. November 1854 auf einem Schiff vor Malta) war ein britischer Illustrator, der vor allem für seine zahlreichen Stahlstiche bekannt ist.

## Leben
Bartlett war ein sehr produktiver Künstler. Er war Schüler von John Britton. Im Alter von 45 Jahren starb er auf einem Schiff in der Nähe von Malta während der Rückreise aus dem Nahen Osten.

## Werk
Bartletts Werke zeigen häufig soziale Szenen mit vielen Menschen, die zumeist nach Geschlechtern getrennt sind. In seinen Abbildungen der Natur zeigt er die Schönheit und Zerstörungskraft der Natur zugleich. Eine von Bartletts Besonderheiten war, dass er für seine Landschaftsstiche immer selbst zu den entsprechenden Orten reiste und nicht mit Skizzen arbeitete wie die meisten seiner Kollegen. Er fuhr nach Nordamerika, in den Nahen Osten und in europäische Länder. Für die Drucktechniken hat er ein hohes Maß an Feingefühl und Detailgenauigkeit in seinen Werken entwickelt, zumal die von ihm am häufigsten benutzte Technik des Stahlstichs noch sehr jung war.

Werke von William Henry Bartlett
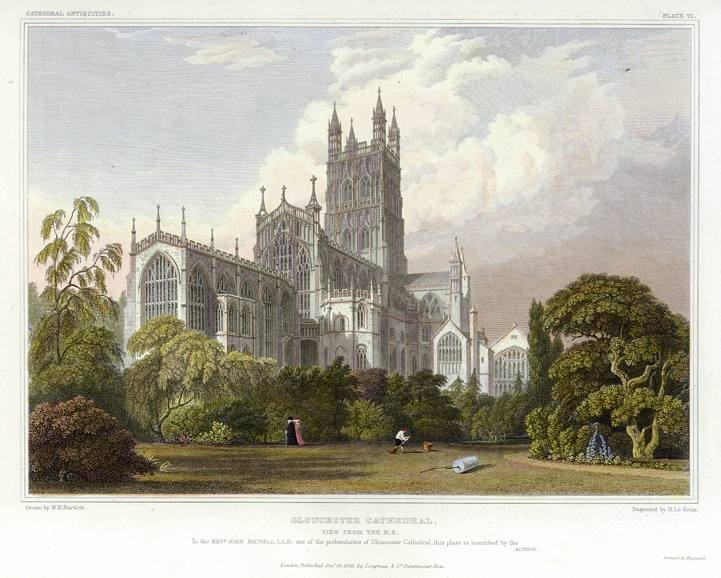
Kathedrale von Gloucester in 1828
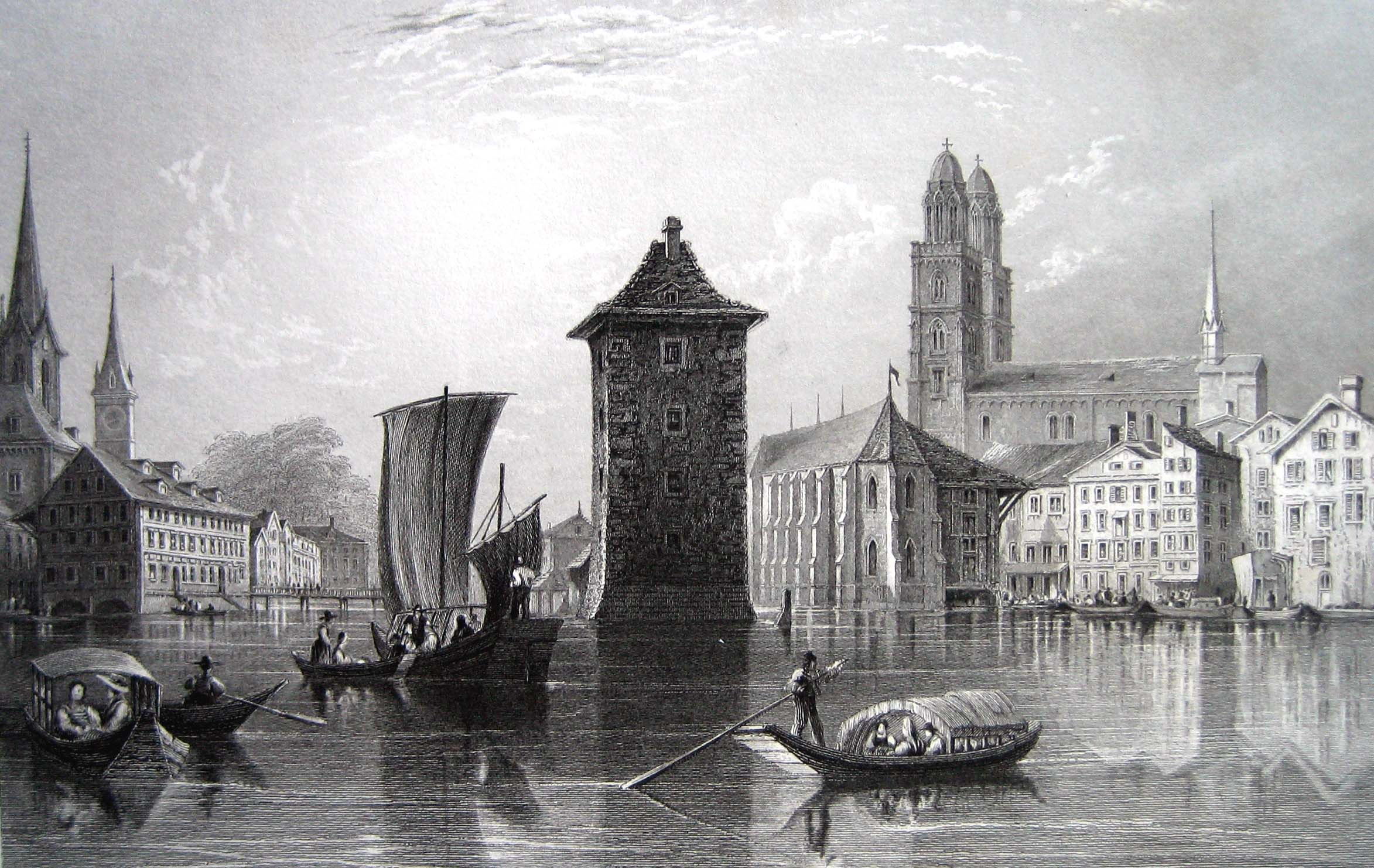
Zürich um 1834
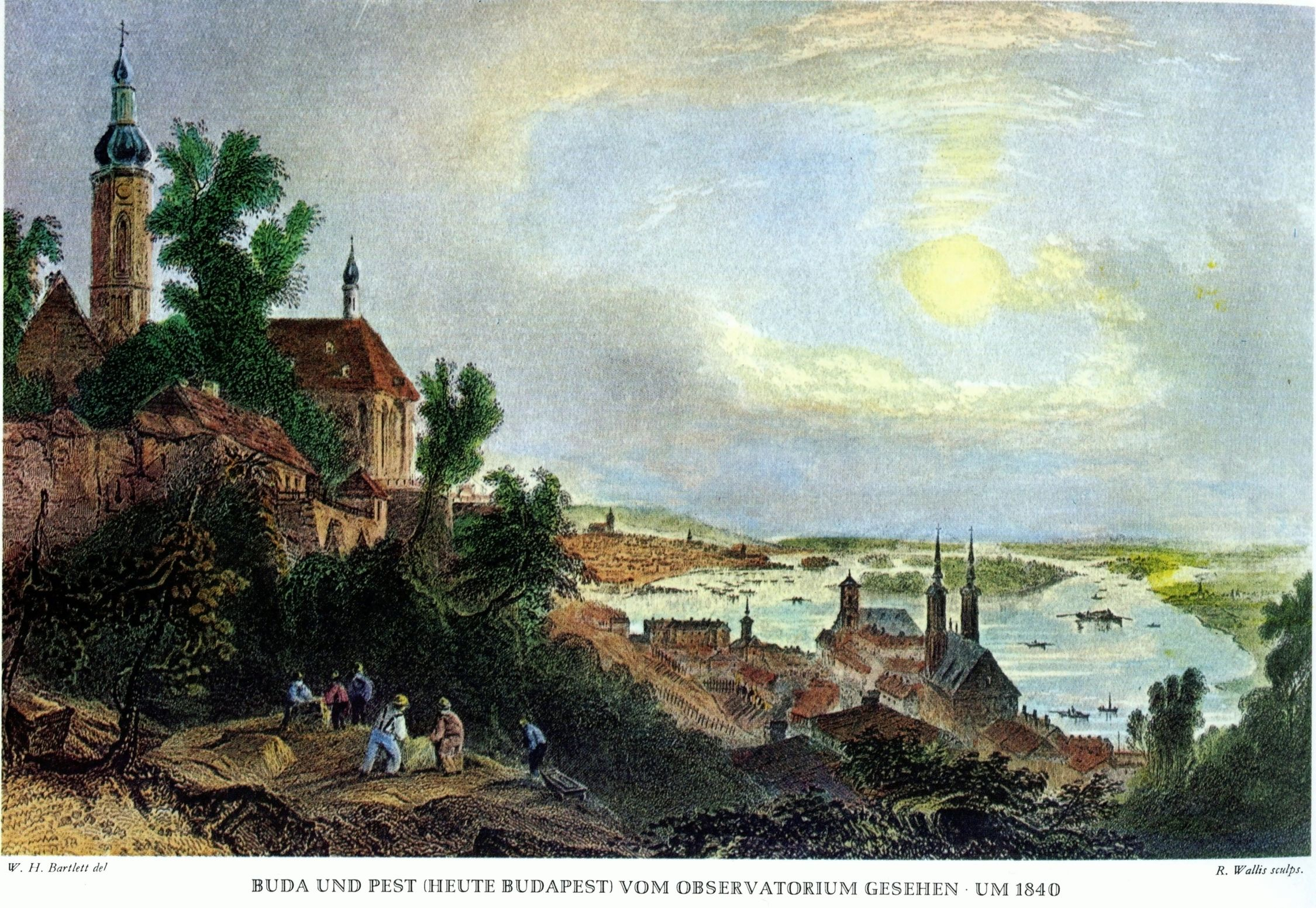
Budapest um 1840
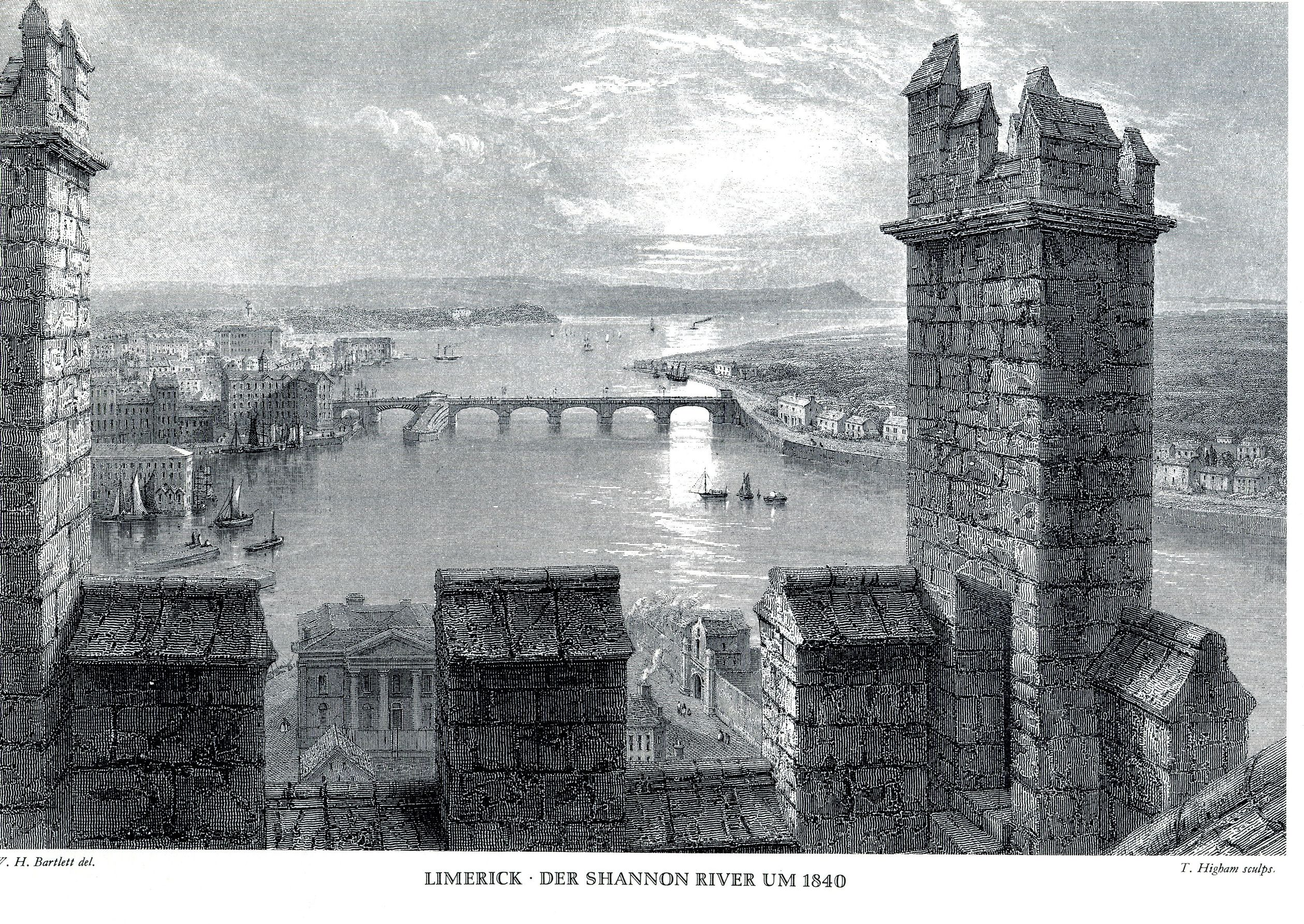
Limerick und der Shannon River um 1840
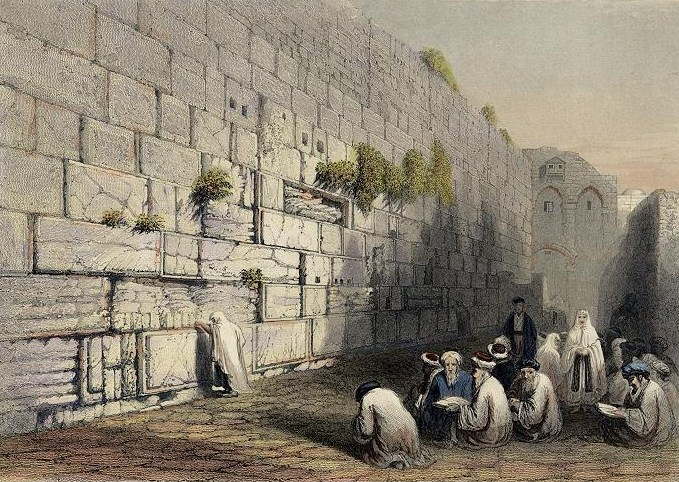
Klagemauer Jerusalem um 1860